# اسلام أباد (حومة بم)
اسلام أباد (بالفارسية: اسلام‌آباد) هي قرية تقع في إيران في منطقة مركزية ريفية. يقدر عدد سكانها بـ 161 نسمة بحسب إحصاء 2016.